# Jenny Ramp
Jennylynn Sinead Domingo Ramp, thường được gọi là Jenny Ramp là một người mẫu và nữ hoàng sắc đẹp. Cô mang hai dòng máu Philippines và Hoa Kỳ.

## Tiểu sử
Ramp sinh ra và lớn lên ở Santa Ignacia, Tarlac, Philippines. Cô tốt nghiệp chuyên ngành tâm lý học của Trường Đại học Holy Angel ở Angeles, Pampanga.

## Các cuộc thi sắc đẹp

### Hoa hậu Trái Đất Philippines 2022
Ngày 12 tháng 3 năm 2022, cô đại diện cho Santa Ignacia tại Hoa hậu Kanlahi và đoạt danh hiệu Á hậu 3. Ngày 6 tháng 8, cô đăng quang Hoa hậu Trái Đất Philippines 2022 tại Coron, Palawan, trở thành người kế nhiệm Naelah Alshorbaji đến từ Parañaque.

### Hoa hậu Trái Đất 2022
Cô đại diện Philippines thi đấu tại Hoa hậu Trái Đất 2022 và dùng chân ở Top 20 chung cuộc.
Giải thưởng
- Phần thi Áo tắm
- Phần thi trang phục dạ hội (Nhóm KHÔNG KHÍ)